# Merangkai
Merangkai is een bestuurslaag in het regentschap Siak van de provincie Riau, Indonesië. Merangkai telt 1101 inwoners (volkstelling 2010).